# Addams Family Values (The Original Orchestral Score)
| Recensione | Giudizio |
| ---------- | -------- |
| AllMusic   |          |

Addams Family Values (The Original Orchestral Score) è un album in studio del compositore statunitense Marc Shaiman, pubblicato nel 1993. L'album contiene la colonna sonora del film La famiglia Addams 2 (Addams Family Values, 1993), diretto da Barry Sonnenfeld.

## Descrizione
L'album è stato pubblicato in Europa e Stati Uniti dall'etichetta discografica Varèse Sarabande in poche edizioni, in formato CD e musicassetta, nel 1993. L'album contiene le musiche originale composte da Marc Shaiman e dirette da Artie Kane del film La famiglia Addams 2 (Addams Family Values, 1993) diretto da Barry Sonnenfeld. Venne inoltre pubblicato un altro album, Addams Family Values: Music from the Motion Picture, contenente brani di genere hip-hop e rhythm and blues, eseguiti da vari artisti e ispirati al film.
Shaiman torna a lavorare alla colonna sonora del La famiglia Addams 2 dopo aver composto la colonna sonora anche del precedente La famiglia Addams (The Addams Family, 1991), anch'esso diretto da Sonnenfeld, di cui riprende alcuni temi, come avviene per It's An Addams, che include, così come avviene anche in altri brani della colonna sonora, il celebre The Addams Family Theme composto da Vic Mizzy come sigla della serie televisiva originale degli anni sessanta. Ritroviamo ancora il tema di Vic Mizzy in Sibling Rivalry, dove viene rielaborato in chiave giocosa a ritmo di tango per clavicembalo e orchestra e The Tango.
Shaiman gioca sul celebre tango di Schindler's List nel brano The Big Date e ancora il ritmo tango viene sfruttato nel brano Debbie Meets The Family, che introduce il personaggio di Debbie Jellinsky (interpretata da Joan Cusack) alla famiglia Addams, e in The Honeymoon Is Over, riarrangiamento del precedente con un tocco di salsa. La colonna sonora comprende anche le due canzoni cantate Eat Us, con testo di Marc Shaiman e Paul Rudnick, e Camp Chippewa Song, ancora con testo di Shaiman, Rudnick e Scott Wittman, che viene ripreso da Wednesday’s Revolt, e che nel film sottolineano il soggiorno al campeggio Chippewa di Mercoledì e Pugsley.

## Tracce
Musiche di Marc Shaiman, eccetto dove indicato.
1. It's An Addams! – 2:05 (musica: Marc Shaiman, Vic Mizzy) – contiene The Addams Family Theme
2. Sibling Rivalry – 3:01 (musica: Marc Shaiman, Vic Mizzy) – contiene The Addams Family Theme
3. Love On A Tombstone – 1:01
4. Debbie Meets The Family – 2:17
5. Camp Chippewa/"Camp Chippewa Song" – 1:36 (testo: Marc Shaiman, Paul Rudnick, Scott Wittman)
6. Fester's In Love – 0:32
7. The Big Date – 2:28
8. The Tango – 2:44 (musica: Marc Shaiman, Vic Mizzy) – contiene The Addams Family Theme
9. Fester And Debbie's Courtship – 2:42
10. Wednesday And Joel's Courtship – 1:18
11. The Honeymoon Is Over – 1:27
12. Escape From Debbie – 3:27
13. "Eat Us" – 1:02 (testo: Marc Shaiman, Paul Rudnick)
14. Wednesday's Revolt – 2:26 (musica: Marc Shaiman, Vic Mizzy) – contiene The Addams Family Theme
15. Debbie's Big Scene – 6:59 (musica: Marc Shaiman, Vic Mizzy) – contiene The Addams Family Theme
16. Some Time Later – 3:09 (musica: Marc Shaiman, Vic Mizzy) – contiene The Addams Family Theme

Durata totale: 38:14

## Crediti
- Artie Kane - direzione d'orchestra
- Bruce Dukov - violino
- Ralph Morrison - violino